# Ferrovia Ponte Tresa-Luino
La ferrovia Ponte Tresa-Luino era una linea ferroviaria a scartamento ridotto che collegava Ponte Tresa, posta sulle rive del lago di Lugano, con la cittadina di Luino, posta sul lago Maggiore, percorrendo la valle del fiume Tresa.

## Storia

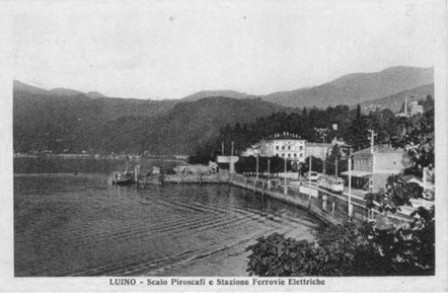
La stazione di Luino Lago

In seguito all'apertura della ferrovia del Gottardo (1882) nella zona dei laghi lombardi furono avanzate diverse proposte di linee ferroviarie locali, concepite ad uso turistico. Una delle linee progettate fu la Ferrovia dei Tre Laghi, che nelle intenzioni avrebbe congiunto la città di Lugano con i laghi Maggiore (a Luino) e di Como (a Menaggio).
La Ponte Tresa-Luino nacque nell'ambito di tale progetto ma restò tuttavia isolata, essendosi rinunciato alla costruzione della tratta Lugano-Porlezza, a favore di una linea di navigazione lacuale.
Concessa alla Società di Navigazione e Ferrovie pel Lago di Lugano (SNF), che l'anno precedente aveva inaugurato la ferrovia Menaggio-Porlezza caratterizzata dalle stesse scelte costruttive, la Ponte Tresa-Luino venne attivata il 26 febbraio 1885.
La frequentazione della linea si ridusse notevolmente durante la prima guerra mondiale, ragione per cui la SNF fu costretta a cedere nel 1918 la concessione alla SVIE, che già gestiva le linee Varese-Luino e Ghirla-Ponte Tresa; la nuova società, per integrare la linea nella rete sociale, ne aumentò lo scartamento da 850 mm a 1.100 mm, e la elettrificò a 600 V cc. L'esercizio della linea rinnovata ebbe inizio il 3 maggio 1924.
Nel 1940 la SVIE cedette la sua rete alla Società Varesina Imprese Trasporti (SVIT).
L'esercizio della linea fu sospeso nel 1944, a causa dei danni bellici e della scarsa manutenzione; al termine del conflitto venne però riattivata la tratta Luino-Cremenaga, perché quest'ultima località era priva di strade di accesso dal territorio italiano (l'unica strada attraversava il territorio svizzero).
Anche quest'ultima tratta fu soppressa il 30 settembre 1948; sulla sede fu realizzata una strada (l'attuale SS 344 dir).

## Caratteristiche
|  |  | Unknown route-map component "exSTR+l" | Unknown route-map component "exCONTfq" |

| Unknown route-map component "CONTr+f" |  | Unknown route-map component "exSTR" |  |

| End station | Unknown route-map component "lGRENZE" | Unknown route-map component "exBHF" | Pier |

|  | Unknown route-map component "exBHF" |

|  | Unknown route-map component "exBHF" |

|  | Unknown route-map component "exBHF" |

|  | Unknown route-map component "exBHF" |

|  | Unknown route-map component "CONTgq" | Unknown route-map component "xKRZ" | Unknown route-map component "CONTfq" |

|  |  | Unknown route-map component "exABZg+l" | Unknown route-map component "exCONTfq" |

|  | Unknown route-map component "exDST" |

|  |  | Unknown route-map component "exKBHFe" | Pier |

La ferrovia, a semplice binario, era lunga 12,233 km.
Armata in origine all'inusuale scartamento di 850 mm, nel 1924 fu convertita a quello standard SVIE di 1100 mm ed elettrificata alla tensione continua di 600 V.
La stazione di Cremenaga è stata demolita per far posto alla scuola. Durante la costruzione della diga, tra il ponte di ferro e la diga la sede ferroviaria fu alzata di circa 3 metri, sede dell'attuale SP61.

### Percorso
Lasciata la stazione di Luino Lago, prima della rimessa, la linea si divideva: sulla destra, il binario della linea per Ghirla e Varese, al centro i binari che portavano alla rimessa (demolita nel 2016), a sinistra per Ponte Tresa, dove dopo circa 100 metri si incrociava con la ferrovia Cadenazzo-Luino.
Oltrepassata la linea ferroviaria si dirigeva alle successive fermate di Creva paese e Creva stabilimento Hussy, proseguendo poi lungo la sponda orografica destra del fiume Tresa.
Prima di entrare in Cremenaga il treno oltrepassava il ponte di ferro e subito dopo la galleria. Dopo il ponte di ferro in poi, si manteneva sul lato sinistro del fiume Tresa, raggiungendo la stazione di Cremenaga situata a pochi metri dalla dogana. Quindi uscito da Cremenaga vi era la fermata Somneggio, fermata facoltativa dell'ex caserma, poi proseguiva fino a raggiungere la stazione di Ponte Tresa.
Erano dunque servite le stazioni intermedie di Creva paese (facoltativa), Creva stabilimento Hussy (oggi I.M.F), Cremenaga e Somneggio (fermata facoltativa dell'ex caserma) per giungere infine alla stazione di Ponte Tresa, comune alla ferrovia Ponte Tresa-Ghirla.

## Materiale rotabile
Per l'esercizio sulle proprie linee sociali Menaggio-Porlezza e Luino-Ponte Tresa la SNF ordinò sei locomotive a vapore dalla Maschinenfabrik Esslingen. Giunte a Lugano e trasportate a Porlezza con una gabbana, barca a fondo piatto, le locomotive appartenevano a due gruppi distinti: le piccole 1÷2, di rodiggio C, e le più grandi 3÷6, dal curioso rodiggio 0-3-2.